# The O.C.
『The O.C.』（ジ・オーシー）は、アメリカ合衆国のカレッジ・ヒル・ピクチャーズ制作による連続ドラマ。ジョシュ・シュワルツ原案・脚本による青春ドラマである。FOXネットワークにて2003年8月5日から2007年2月22日まで放送されたテレビドラマ。

## 概要
米国では2003年より放送がスタート。ドラマティックな展開を繰り広げるストーリーや西海岸の最先端ファッションなどが見事視聴者の間で話題を集め、ティーンを筆頭にヒットのドラマとなった。2007年にシーズン4で番組は終了。この作品を機に主演のミーシャ・バートン、レイチェル・ビルソンは大ブレイク。一躍全米のファッション・アイコンに。全シーズンを通して米国トヨタレクサスがスポンサーとなりセレブに愛されるレクサスというイメージを印象づけることに成功した。
作品の舞台はオレンジ郡の高級住宅街ニューポートビーチ。ちなみに作品名の「OC」とはオレンジ・カウンティ（オレンジ郡）の略である。兄と共謀し車を盗もうとした不良少年のライアンが、彼を担当した弁護士サンディの自宅で世話になるところから物語は始まり、最後は社会人となったライアンが、サンディに拾われる前の自分を思い浮かべながら困っている様子の少年に声を掛けたところで幕を閉じた。
2006年7月よりSuper! drama TV(現・スーパー!ドラマTV)が日本での放送を開始。日本でも『HEROES』や『セックス・アンド・ザ・シティ』とともに海外ドラマブームの波に乗る形でヒット。人気モデルの蛯原友里がテレビCMでDVDを宣伝したり、シーズン1が日本テレビでも放送された。米国では人気低迷のためシーズン4の途中で打ち切りになった（Super! drama TVではシーズン4まで全て放送）。
劇中では劇中の中で映画やドラマを見たり（劇中劇）会話中に他作品の海外ドラマやハリウッド映画の引用やアメコミからの引用が頻繁に含まれているのも大きな特徴。更に、2012年2月7日からはFOXbs238で放送開始。

## 社会投影
- 格差社会

登場人物が華やかな生活を送る一方で格差社会や社会問題を投影する描写やセリフが散見し現代版ビバリーヒルズと称されていた時期もあった。（今作品の終了後に現代版ビバリーヒルズが作られた為、今ではこのような描写は見られない）
- 貧困層

「親が大学に進学してない家は親が一流企業に就職してないから、経済的に困窮し子供は大学に行くことが最初から不可能（諦めている）」といった発言（行動）やセレブリティに対して羞恥心から出身地を偽ったり「俺には仕事がある！」と自分が就職していることを誇るような発言がみられる。彼らを扱ったエピソードは主に犯罪や暴力を伴うようなエピソードが多く、流血沙汰になることが多い。この層には主にライアンの旧友や家族が該当する。また、貧困層がセレブ層の高級車を破壊するシーンが散見する。
- 中間層

第3シーズンから登場する公立高校に通う学生達が主に該当する。彼らを扱ったエピソードは学校生活や趣味（プライベート）を扱ったものが多く平穏なものが多い。富裕層の人間に嫉妬するような描写も見られ全身ブランド物のファッションに身を包んで学校に登校してくるマリッサに対し嫉妬していた。また金持ちが苦手なライアンは居心地が良かったようである（ライアンは貧困層ともすぐに意気投合するが犯罪に加担させられることが多かった為）
- 富裕層

主要人物は全て富裕層に該当する、彼らの両親は主に会社の社長であり車は高級車、住居はプール付きの非常に広い家に住んでいる。富裕層は中間層や貧困層（犯罪者）を見下していることが多く、主要人物のキルスティンやセス、サマーでさえ第1シーズンではそのような描写が少なからず存在し、最終的にライアンと認め合う関係になったルークに至っては当初蔑視の筆頭者のように描かれており、ライアンと友人関係になった後は彼の出身地をネタに親愛の意味もこめてチノと呼んでいた（作品ではチノは貧困街のように扱われておりライアンは自分がチノ出身であることを隠し、シアトル出身だと偽っている）。セレブ層がメインとなるエピソードでは豪勢な生活やチャリティパーティーなどが非常に多い。しかし、さらに上の高級セレブが彼らを小馬鹿にするようなシーンもある。ライアンの最大の理解者であったサンディも富裕層に該当するが彼の職業は弁護士であり稼ぎは非常に少ない（本人談）。アメリカでは弁護士は日本ほど儲かる職業ではなく、さらには人格者であったサンディは公設弁護人という弁護士を雇えない貧困層を相手に仕事をしていた。彼がセレブ層に所属しているのは妻のビジネスと妻の父親の圧倒的な財力によるものである。

## あらすじ
オレンジ郡 (カリフォルニア州)のニューポートビーチに住む弁護士サンディ・コーエンは、ある日窃盗の容疑で逮捕された不良少年ライアンの弁護を引き受ける。無事に釈放され荒廃した地区チノにある自宅に戻るライアンだったが、母親やその恋人と衝突し家を追い出されてしまう。家族に見放されたライアンに過去の自分を重ね合わせたサンディは、彼を一時的に自宅で引き取ることに。コーエン家の一人息子でライアンと同い年のセスは、いわゆる「オタク」であることから友達が一人もおらず快くライアンを迎えた。その一方でサンディの妻キルスティンは、一度は逮捕され見知らぬ少年であるライアンに不安を覚える。コーエン家を訪れたその日、隣に住む少女マリッサと知り合い惹かれ合うが、彼女には学校の人気者でリッチなボーイフレンドがいた。

## 登場人物

### 主要人物
ライアン・アトウッド
演 - ベンジャミン・マッケンジー、日本語吹替 - 小野大輔
貧しい地区チノで生まれ育った少年。母ドーンとその恋人AJ、そして兄のトレイと生活していたが、兄と共謀して車を盗んだところを警察に逮捕される。一見不良で喧嘩っ早い面もあるが、本来は正義感が強く心優しい少年。さらに頭も良く、停学や無断欠席は多かったがチノで通っていた学校の成績も優秀だった。隣家のマリッサと出会い恋に落ちるが、ライアンは「住む世界が違う」と言ってマリッサを拒絶してしまう。料理とポーカーが得意で、「唯一怖いもの」とも言える弱点は極度の高所恐怖症であること。音楽はあまり聴かないらしいが、好きなバンドはジャーニー。
マリッサ・クーパー
演 - ミーシャ・バートン、日本語吹替 - 小林沙苗
コーエン家の隣に住む少女。父ジミー、母ジュリー、そして妹ケイトリンと暮らしている。裕福な家庭で育った完璧なお嬢様で、「ニューポート一」と称されるほどの美少女。学校では中心的な存在で成績も優秀だが、自分が属している表面ばかりの世界に居心地の悪さを感じている。何不自由ない生活を営んでいるように見えるが、実は傷つきやすく精神的に不安定。酒癖も悪い。人の痛みがわかる優しい性格だが、少々お節介な面も。
ライアンと出会い、ボーイフレンドのルークにはない彼の繊細な優しさに惹かれるが、住む世界の違いからすれ違ってしまう。しかし徐々にこれを乗り越え、ライアンと互いに愛を確認する。
シーズン3では、酔ったケビン・ヴォルチョクによってライアンとマリッサの車が道路から逸れ、彼女が死に追いやられたことで終わる。
好きな音楽のジャンルはパンクで、セックス・ピストルズやザ・クラッシュなどが好き。
セス・コーエン
演 - アダム・ブロディ、日本語吹替 - 岡野浩介
ライアンを引き取ったコーエン家の一人息子。コミックやSF映画が大好きで、いわゆる典型的なオタク。そのため学校では、彼の努力も虚しくつまはじき者で変人呼ばわりされており、友達は一人もいなかった。非常におしゃべりかつ皮肉屋な性格で、彼の会話にはアメリカのポップカルチャーが数多く登場する。さらに音楽の趣味もマイナーで、好きなバンドはデスキャブ・フォー・キューティー。幼少の頃からサマーに想いを寄せていたが、内向的な性格が邪魔をしてサマーには存在さえも知ってもらえずにいる。自己中心的なところがたまにキズだが、頭も良く友達想いな少年。ちなみに所有するヨットにも、サマーの名前にちなんで「サマー・ブリーズ号」という名前を付けている。
サマー・ロバーツ
演 - レイチェル・ビルソン、日本語吹替 - 斉藤梨絵
マリッサの親友。恋とおしゃれに夢中なパーティーガールで、自分に自信があり欲しいものは何でも手に入る生活を楽しんできた。だが実は病院でボランティア活動をしていたり読書家だったりと、見た目だけでは推し量れない内面を持つ。サマーが13歳の頃に母親が家を出て行ってしまい、現在はサマーいわく「親友」の父ニールとその再婚相手グロリアと暮らしている。ちなみに学校の成績はあまり良くない。わがままな性格だが本来は思いやりがあり、親友マリッサのことをとても大切に思っている。セスの片想いにはまったく気付いていなかったが……。好きなバンドはザ・キラーズ。
サンディ・コーエン
演 - ピーター・ギャラガー、日本語吹替 - 楠大典
セスの父親で、ライアンの弁護を担当した弁護士。家族を大切にし、仕事にも情熱を捧げる公明正大な男性。妻キルスティンと比べると子供の自主性を尊重する教育方針のようで、何事にもとても寛大。家族に見放されたライアンに過去の自分を重ね合わせ、彼を自宅で引き取ることにする。出身はブロンクスで、ライアンが暮らしていたチノとあまり変わらない。息子セスの皮肉屋な性格は父サンディの影響のようで、話術に長けている上人を説得することも得意。趣味はサーフィン。セスにはバカにされていたが、セリーヌ・ディオンが好きな様子。
キルスティン・コーエン
演 - ケリー・ローワン、日本語吹替 - 日野由利加
セスの母親でサンディの妻。父ケイレブが経営する大会社のナンバー2として活躍している。上品で洗練された印象のいわゆる「良妻賢母」だが、料理だけは苦手で夫サンディや息子セスに「キッチンには近寄るな」と言われてしまうほど。サンディ同様家族を大切に思っているが、セスに関しては心配のあまり過保護になってしまうことも。サンディとは違い生まれたときからOCで育ち、裕福な家庭の出身。友人のジュリーいわくコーエン夫妻は「宇宙の道徳、サンディとキルスティン」だそうで、おしどり夫婦として知られている。ライアンを迎えることに初めは不安を抱いていたが、次第に彼の良さに気付いていく。意外なことに酒には強いが、トラブル続きで神経をすり減らし少々飲みすぎてしまうことも。
ジミー・クーパー
演 - テイト・ドノヴァン、日本語吹替 - 前島貴志
マリッサの父親でジュリーの夫。株取引の仕事をしていたが、顧客の資産運用に失敗し破産。妻ジュリーにそのことがバレ、離婚を言い渡されてしまう。キルスティンとは過去に恋人同士だったことがあるが、今でも関係は友好。しかし「人生で一番幸せだったのはキルスティンと交際していたとき」と語る等、未練があるようだ。心優しい性格だが優柔不断で少々だらしないところがあり、ジュリーと離婚後も金銭トラブルは絶えない。娘マリッサのことをいつも思い遣っていて、クーパー家で何か対立することがある場合はいつもジミーとマリッサ対ジュリーとケイトリンだったそう。
ジュリー・クーパー
演 - メリンダ・クラーク、日本語吹替 - 加納千秋
マリッサの母親でキルスティンの友人。品格が良くなく大変贅沢好きで我侭な性格の女性。世間体と自分のことばかり気にするため、娘のマリッサからは「西海岸の悪い魔女さん」と貶されるほど毛嫌いされている。だが、インテリア・デザイナーとしては優秀。
ケイレブ・ニコール
演 - アラン・デイル、日本語吹替 - 浦山迅
キルスティンの父親。不動産業を営む大会社の社長で、ニューポートで彼のことを知らない人間はいないくらいの有名人。成功者として崇められているが、それは目的成就（金儲け）の為ならば手段を選ばぬ野心家だったからでもある。嫁婿であるサンディとは犬猿の仲。
ヘイリー・ニコール
演 - アマンダ・リゲッティ、日本語吹替 - 小池亜希子
キルスティンの妹。自由奔放でワイルドな性格で、17歳の頃家を出て以来世界中を放浪している。知識と教養があり成功している姉に対して、実は劣等感を抱いている。

### シーズン1の登場人物
ルーク・ワード
演 - クリス・カーマック、日本語吹替 - 白熊寛嗣
マリッサの元恋人。裕福な家庭の息子で、ルックス良し、スポーツ万能、水球チームのスター選手といった完璧な王子様的存在。だがプライドが高く横暴で、よそ者を嫌うことからライアンと衝突してしまう。
アンナ・スターン
演 - サミーア・アームストロング、日本語吹替 - 小林希唯
ピッツバーグからの転校生。趣味や価値観がセスとそっくりなことから、彼と意気投合する。個性的なセンスでニューポートの女の子とは一味違い、聡明な考えの持ち主。
オリヴァー・トラスク
演 - テイラー・ハンドリー、日本語吹替 - 津田英佑
マリッサがセラピーで知り合った少年。お金持ちのいわゆる「お坊ちゃま」で、表面的には明るく社交的な性格。だが実際は孤独で執着心が強く、精神が非常に不安定である。
テレサ・ディアス
演 - ナヴィ・ローワ、日本語吹替 - 浅野まゆみ
ライアンのチノ時代の幼馴染。互いに強い信頼関係で結ばれており、時には友達以上の好意を持ったこともある。貧しい家庭で育っているため苦労人で、ニューポートのお嬢様とは正反対。

### シーズン2の登場人物
リンジー・ガードナー
演 - シャノン・ルチオ、日本語吹替 - 弓場沙織
有名大学を目指す優等生。お洒落や恋などにあまり興味を示さないため、ニューポートの若者とは反りが合わない。学校でライアンと最悪な出会いをするが、徐々に打ち解けていく。過去には本人さえ知らない重大な秘密が。
ザック・スティーブンス
演 - マイケル・キャシディ、日本語吹替 - 平川大輔
セスにしびれを切らしたサマーが次の恋人に選んだ男の子。水球部員で政治家の息子。成績優秀で運動神経も抜群、その上性格まで良い。だがセスに負けないくらいのコミック好き。基本的にはセスと気が合うが、サマーのことになるとお互いに競争心が炸裂してしまう。
アレックス・ケリー
演 - オリヴィア・ワイルド、日本語吹替 - 甲斐田裕子
セスがアルバイトをすることになるライブハウスの従業員。普段は店長が不在のため、彼女が店を仕切っている。親とは縁を切り自活しているのでかなり大人っぽく見えるが、年齢はライアン達と変わらない。ロックテイストのファッションがよく似合う、クールな姉御肌タイプ。セスとはザックやサマーの事などを通じて、互いに惹かれ、彼の恋人となる。
D.J.
演 - ニコラス・ゴンザレス、日本語吹替 - 加瀬康之
ニコール家で庭師の仕事をしている青年。マリッサと出会い恋に落ちるが、ライアンがニューポートに戻った際、彼女が自分に本気ではないと気付き始める。

### シーズン3の登場人物
テイラー・タウンゼント
演 - オータム・リーザー、日本語吹替 - 黒河奈美
学校行事などを取り仕切っていたマリッサの後釜を狙う学生。性格が悪く友達がいない。だが母親が厳しいため辛い思いをしており、そのため軽く人から親切にされただけで舞い上がってしまうという面も。サマーに度々嫌がらせをする。第4シーズンでは主要人物になっている。
ジョニー・ハーパー
演 - ライアン・ドノフー、日本語吹替 - 小松史法
ニューポート・ユニオン校の学生。転校して来たマリッサに親切に接する。サーファーで、大会に出場し成功することが目標。実際にサーフィンの腕前は良い。ライアンとも気が合い、気さくな性格。恋人のケイシーがいるが、マリッサに惹かれてしまう。
ケイトリン・クーパー
演 - ウィラ・ホランド、日本語吹替 - 沢口千恵
マリッサの妹。寄宿学校に入学しニューポートを離れていたが、突然舞い戻る。性格は母ジュリー似で、姉にひけをとらない問題児。マリッサをあまりよく思っていないため、反抗的な態度を見せたりわざと困らせようとする。ジョニーを好きだという素振りを見せるが、これもマリッサへの嫌がらせの一環なのか、それとも本気なのかわからない。第4シーズンでは主要人物になっている。
ケイトリンは第1シーズンから登場しているがウィラ・ホランドのケイトリン役は第3シーズンから。第1シーズンでは6エピソードでシェイリーン・ウッドリーが演じている。
ニール・ロバーツ
演 - マイケル・ヌーリー
サマーの父親。病院で整形外科医の仕事をしてる。

### シーズン4の登場人物
チェ
演 - クリス・プラット
サマーの大学での友人。環境保護に人生の全てを注ぎ、理解不能な言動も多数。大学の木を守るために木に体を縛り付けて寝たり、自分の魂の動物を探るために山にこもったりする。サマーも彼に影響される。しかし自身は執事がいたりと大富豪の息子である。名前の「チェ」は本名「ウィンチェスター」からとったもの。
アンリ・ミッシェル
テイラーのフランスでの夫。テイラーを非常に愛しており「僕のピーチ」と呼ぶ。ロマンチックな言葉がいつも口から出てくる。後にテイラーとのフランスでの体験を本にし出版、ベストセラーになる。
フランク・アトウッド
ライアンの実の父。昔はライアン一家に暴力をふるうなど決していい父親ではなかったが、心を入れ替えてライアンと仲直りしようとニューポートにやってくる。その間、ジュリーに恋をするが、ケイトリンには嫌われる。
ブリット
大富豪。自家用ジェットを２機持っている。ジュリーに一目会ったときから本気で好きになる。ケイトリンには非常に好かれており、一緒に卓球などをしてよく遊んでいる。ケイトリンは、母ジュリーとブリットの結婚を望んでいる。
スペンサー
ブリットの息子でクーパー家のテニスコーチだった。

### その他の登場人物

#### <シーズン1>
ホリー・フィッシャー
演 - アシュレイ・ハートマン
マリッサやサマーの友人。
レイチェル
演 - ボニー・スマーヴィル
サンディの大学の後輩。公設弁護人のサンディを弁護士事務所へスカウトする。
ドーン・アトウッド
演 - ダフネ・アシュブルック
ライアンの母親。
ソフィー・コーエン
演 - リンダ・ラヴィン
サンディの母親。
エディ
演 - エリック・バルフォー
テレサの婚約者。ライアンの幼馴染でもある。
グレイディ・ブリッジス
演 - コリン・ハンクス
サマーが大好きなTVドラマ「The Valley（ヴァリー）」の出演者。

#### <シーズン2>
カーター・バックリー
演 - ビル・キャンベル
有名な雑誌編集者。ジュリーやキルスティンが企画をしている雑誌編集部に雇われる。
レベッカ・ブルーム
演 - キム・デラニー
サンディの元恋人。破壊活動容疑者として逃亡中の身。
レネー・ウィーラー
演 - キャサリン・ヨーク
リンジーの母親。
トレイ・アトウッド
演 - ローガン・マーシャル＝グリーン
ライアンの兄。窃盗事件を起こし服役中だった。
ランス
演 - ジョニー・メスナー
ジュリーのもとを突然訪れた男性。彼女の過去を握っている。

#### <シーズン3>
シャーロット・モーガン
演 - ジェリー・ライアン
キルスティンがリハビリ施設で出会った女性。
ジャック・ヘス
演 - エリック・メビウス
ハーバー高校の新しい学部長。
デニス・“チリ”・チルドレス
演 - ジョニー・ルイス
ジョニーの親友。

## エピソード一覧

### シーズン一覧
| シーズン | シーズン | エピソード | 米国での放送日               | 米国での放送日               |
| シーズン | シーズン | エピソード | 初回                         | 最終回                       |
| -------- | -------- | ---------- | ---------------------------- | ---------------------------- |
|          | 1        | 27         | 2003年8月5日                 | 2004年5月5日                 |
|          | 2        | 24         | 2004年11月4日                | 2005年5月19日                |
|          | 3        | 25         | 2005年9月8日                 | 2006年5月18日                |
|          | 4        | 16         | 2006年11月2日                | 2007年2月22日                |
| トータル | トータル | 92         | 2003年8月5日 – 2007年2月22日 | 2003年8月5日 – 2007年2月22日 |

### シーズン1 （2003年 - 2004年）
| 通算 | 話数 | タイトル               | 原題                      | 監督                   | 米国放送日     | 視聴者数 (万人) |
| ---- | ---- | ---------------------- | ------------------------- | ---------------------- | -------------- | --------------- |
| 1    | 1    | 出会い                 | Premiere                  | ダグ・リーマン         | 2003年8月5日   | 750             |
| 2    | 2    | モデルハウス           | The Model Home            | ダグ・リーマン         | 2003年8月12日  | 790             |
| 3    | 3    | ギャンブル             | The Gamble                | Ian Toynton            | 2003年8月19日  | 800             |
| 4    | 4    | デビュタント           | The Debut                 | ダニエル・アティアス   | 2003年8月26日  | 860             |
| 5    | 5    | アウトサイダー         | The Outsider              | Jesús Salvador Treviño | 2003年9月2日   | 910             |
| 6    | 6    | ガールフレンド         | The Girlfriend            | Steve Robman           | 2003年9月9日   | 910             |
| 7    | 7    | 逃避行                 | The Escape                | Sanford Bookstaver     | 2003年9月16日  | 880             |
| 8    | 8    | 救出                   | The Rescue                | Michael Lange          | 2003年10月29日 | 927             |
| 9    | 9    | 観覧車                 | The Heights               | Patrick Norris         | 2003年11月5日  | 752             |
| 10   | 10   | パーフェクト・カップル | The Perfect Couple        | Michael Fresco         | 2003年11月12日 | 828             |
| 11   | 11   | 感謝祭                 | The Homecoming            | Keith Samples          | 2003年11月19日 | 903             |
| 12   | 12   | 秘密                   | The Secret                | James Marshall         | 2003年11月26日 | 690             |
| 13   | 13   | クリスマカー           | The Best Chrismukkah Ever | Sanford Bookstaver     | 2003年12月3日  | 927             |
| 14   | 14   | カウントダウン         | The Countdown             | Michael Fresco         | 2003年12月17日 | 799             |
| 15   | 15   | バックステージ・パス   | The Third Wheel           | Sandy Smolan           | 2004年1月7日   | 940             |
| 16   | 16   | パームスプリングス     | The Links                 | Michael Lange          | 2004年1月14日  | 890             |
| 17   | 17   | ライバル               | The Rivals                | Ian Toynton            | 2004年1月21日  | 1,272           |
| 18   | 18   | 真実                   | The Truth                 | Rodman Flender         | 2004年2月11日  | 1,270           |
| 19   | 19   | バレンタイン           | The Heartbreak            | Lev L. Spiro           | 2004年2月18日  | 1,095           |
| 20   | 20   | テレノベラ             | The Telenovela            | Sanford Bookstaver     | 2004年2月25日  | 956             |
| 21   | 21   | グッバイ・ガール       | The Goodbye Girl          | Patrick Norris         | 2004年3月3日   | 1,027           |
| 22   | 22   | L.A.                   | The L.A.                  | David M. Barrett       | 2004年3月24日  | 1,109           |
| 23   | 23   | 過越祭                 | The Nana                  | Michael Lange          | 2004年3月31日  | 1,137           |
| 24   | 24   | プロポーズ             | The Proposal              | ヘレン・シェイヴァー   | 2004年4月14日  | 1,049           |
| 25   | 25   | ブライダル・シャワー   | The Shower                | Sandy Smolan           | 2004年4月21日  | 1,013           |
| 26   | 26   | ラスベガス             | The Strip                 | James Marshall         | 2004年4月28日  | 1,052           |
| 27   | 27   | 絆                     | The Ties That Bind        | Patrick Norris         | 2004年5月5日   | 1,072           |

### シーズン2 （2004年 - 2005年）
| 通算 | 話数 | タイトル                           | 原題                               | 監督                           | 米国放送日     | 視聴者数 (万人) |
| ---- | ---- | ---------------------------------- | ---------------------------------- | ------------------------------ | -------------- | --------------- |
| 28   | 1    | 夏の終わり                         | The Distance                       | Ian Toynton                    | 2004年11月4日  | 856             |
| 29   | 2    | すれ違い                           | The Way We Were                    | Michael Lange                  | 2004年11月11日 | 808             |
| 30   | 3    | ニュー・キッズ・オン・ザ・ブロック | The New Kids on the Block          | Lev L. Spiro                   | 2004年11月18日 | 742             |
| 31   | 4    | 新たな船出                         | The New Era                        | Michael Fresco                 | 2004年12月2日  | 651             |
| 32   | 5    | SnO (スノー・).C (シー).           | The SnO.C.                         | Ian Toynton                    | 2004年12月9日  | 636             |
| 33   | 6    | クリスマカーの奇跡                 | The Chrismukkah That Almost Wasn't | Tony Wharmby                   | 2004年12月16日 | 636             |
| 34   | 7    | ファミリー・タイズ                 | The Family Ties                    | レスリー・グラッター           | 2005年1月6日   | 795             |
| 35   | 8    | パワー・オブ・ラブ                 | The Power of Love                  | Michael Lange                  | 2005年1月13日  | 786             |
| 36   | 9    | ガールズ・ナイト                   | The Ex-Factor                      | Michael Fresco                 | 2005年1月20日  | 820             |
| 37   | 10   | 共犯者                             | The Accomplice                     | Ian Toynton                    | 2005年1月27日  | 841             |
| 38   | 11   | セカンド・チャンス                 | The Second Chance                  | Tony Wharmby                   | 2005年2月3日   | 725             |
| 39   | 12   | ロンリー・ハーツ・クラブ           | The Lonely Hearts Club             | Ian Toynton                    | 2005年2月10日  | 815             |
| 40   | 13   | パパは何でも知っている             | The Father Knows Best              | Michael Lange                  | 2005年2月17日  | 780             |
| 41   | 14   | レイニー・デイ                     | The Rainy Day Women                | Michael Fresco                 | 2005年2月24日  | 723             |
| 42   | 15   | ファンタスティック・フォー         | The Mallpisode                     | Ian Toynton                    | 2005年3月10日  | 766             |
| 43   | 16   | ブレイズ・オブ・グローリー         | The Blaze of Glory                 | ロバート・ダンカン・マクニール | 2005年3月17日  | 755             |
| 44   | 17   | ブラザーズ・グリム                 | The Brothers Grim                  | Michael Lange                  | 2005年3月24日  | 860             |
| 45   | 18   | リスキー・ビジネス                 | The Risky Business                 | Norman Buckley                 | 2005年4月7日   | 680             |
| 46   | 19   | バースデー・パーティー             | The Rager                          | Tony Wharmby                   | 2005年4月14日  | 705             |
| 47   | 20   | OCコンフィデンシャル               | The O.C. Confidential              | Tony Wharmby                   | 2005年4月21日  | 705             |
| 48   | 21   | マイアミ                           | The Return of the Nana             | Ian Toynton                    | 2005年4月28日  | 677             |
| 49   | 22   | 言えない悩み                       | The Showdown                       | Michael Fresco                 | 2005年5月5日   | 720             |
| 50   | 23   | プロム                             | The O.Sea                          | Michael Lange                  | 2005年5月12日  | 612             |
| 51   | 24   | 大切な人                           | The Dearly Beloved                 | Ian Toynton                    | 2005年5月19日  | 763             |

### シーズン3 （2005年 - 2006年）
| 通算 | 話数 | タイトル                       | 原題                            | 監督                           | 米国放送日     | 視聴者数 (万人) |
| ---- | ---- | ------------------------------ | ------------------------------- | ------------------------------ | -------------- | --------------- |
| 52   | 1    | アフターマス                   | The Aftermath                   | Ian Toynton                    | 2005年9月8日   | 750             |
| 53   | 2    | 見えない未来                   | The Shape of Things to Come     | Tony Wharmby                   | 2005年9月15日  | 622             |
| 54   | 3    | エンド・オブ・イノセンス       | The End of Innocence            | Michael Lange                  | 2005年9月22日  | 645             |
| 55   | 4    | ラスト・ワルツ                 | The Last Waltz                  | Ian Toynton                    | 2005年9月29日  | 656             |
| 56   | 5    | パーフェクト・ストーム         | The Perfect Storm               | Tony Wharmby                   | 2005年11月3日  | 665             |
| 57   | 6    | 波乱の予感                     | The Swells                      | Michael Fresco                 | 2005年11月10日 | 576             |
| 58   | 7    | 怒りの矛先                     | The Anger Management            | Michael Fresco                 | 2005年11月17日 | 620             |
| 59   | 8    | ゲーム・プラン                 | The Game Plan                   | テイト・ドノヴァン             | 2005年12月1日  | 590             |
| 60   | 9    | 素直な気持ち                   | The Disconnect                  | Tony Wharmby                   | 2005年12月8日  | 588             |
| 61   | 10   | クリスマカー・バル・ミツバカー | The Chrismukkah Bar-Mitzvahkkah | Ian Toynton                    | 2005年12月15日 | 622             |
| 62   | 11   | マリッサ解放作戦               | The Safe Harbor                 | Tony Wharmby                   | 2006年1月12日  | 513             |
| 63   | 12   | シスター・アクト               | The Sister Act                  | Ian Toynton                    | 2006年1月19日  | 536             |
| 64   | 13   | トラブルメーカー               | The Pot Stirrer                 | Norman Buckley                 | 2006年1月26日  | 570             |
| 65   | 14   | クリフハンガー                 | The Cliffhanger                 | Michael Lange                  | 2006年2月2日   | 570             |
| 66   | 15   | 重荷                           | The Heavy Lifting               | Ian Toynton                    | 2006年2月9日   | 525             |
| 67   | 16   | ロード・ウォリアー             | The Road Warrior                | Michael Fresco                 | 2006年3月9日   | 736             |
| 68   | 17   | ジャーニー                     | The Journey                     | ロクサン・ドースン             | 2006年3月16日  | 540             |
| 69   | 18   | 不穏な兆し                     | The Undertow                    | ロバート・ダンカン・マクニール | 2006年3月23日  | 536             |
| 70   | 19   | 秘密と嘘                       | The Secrets and Lies            | Michael Fresco                 | 2006年3月30日  | 550             |
| 71   | 20   | デイ・アフター・トゥモロー     | The Day After Tomorrow          | Norman Buckley                 | 2006年4月6日   | 506             |
| 72   | 21   | ドーン・パトロール             | The Dawn Patrol                 | Ian Toynton                    | 2006年4月13日  | 433             |
| 73   | 22   | カレッジ・トライ               | The College Try                 | Tony Wharmby                   | 2006年4月20日  | 536             |
| 74   | 23   | プロム大作戦                   | The Party Favor                 | Michael Lange                  | 2006年4月27日  | 541             |
| 75   | 24   | マン・オブ・ザ・イヤー         | The Man of the Year             | Tony Wharmby                   | 2006年5月4日   | 510             |
| 76   | 25   | 卒業                           | The Graduates                   | Ian Toynton                    | 2006年5月18日  | 640             |

### シーズン4 （2006年 - 2007年）
| 通算 | 話数 | タイトル               | 原題                          | 監督               | 米国放送日     | 視聴者数 (万人) |
| ---- | ---- | ---------------------- | ----------------------------- | ------------------ | -------------- | --------------- |
| 77   | 1    | アベンジャーズ         | The Avengers                  | Ian Toynton        | 2006年11月2日  | 339             |
| 78   | 2    | よそ者たち             | The Gringos                   | Patrick Norris     | 2006年11月7日  | 354             |
| 79   | 3    | コールド・ターキー     | The Cold Turkey               | Michael Lange      | 2006年11月9日  | 373             |
| 80   | 4    | メタモーフォシス       | The Metamorphosis             | Norman Buckley     | 2006年11月16日 | 377             |
| 81   | 5    | 眠れぬ森の王子         | The Sleeping Beauty           | Ian Toynton        | 2006年11月30日 | 367             |
| 82   | 6    | サマーの災難           | The Summer Bummer             | Michael Lange      | 2006年12月7日  | 382             |
| 83   | 7    | クリスマカーの幻       | The Chrismukk-huh?            | Ian Toynton        | 2006年12月14日 | 430             |
| 84   | 8    | 大晦日のサプライズ     | The Earth Girls Are Easy      | Norman Buckley     | 2006年12月21日 | 415             |
| 85   | 9    | 2人の父親              | The My Two Dads               | マイケル・シュルツ | 2007年1月4日   | 393             |
| 86   | 10   | フレンチ・コネクション | The French Connection         | John Stephens      | 2007年1月11日  | 383             |
| 87   | 11   | ドリーム・ラバー       | The Dream Lover               | Patrick Norris     | 2007年1月18日  | 396             |
| 88   | 12   | グラウンドホッグ・デイ | The Groundhog Day             | Ian Toynton        | 2007年1月25日  | 357             |
| 89   | 13   | ジュリーの選択         | The Case of the Franks        | Norman Buckley     | 2007年2月1日   | 382             |
| 90   | 14   | 動揺                   | The Shake Up                  | Ian Toynton        | 2007年2月8日   | 358             |
| 91   | 15   | ナイト・ムーヴス       | The Night Moves               | Patrick Norris     | 2007年2月15日  | 365             |
| 92   | 16   | 終わりは始まり         | The End's Not Near, It's Here | Ian Toynton        | 2007年2月22日  | 659             |

## スタッフ
ジョシュ･シュワルツ 　原案／脚本／製作総指揮

## 主題歌
ファントム・プラネット "カリフォルニア"　(Phantom Planet "California")

## 舞台
2015年8月30日にロサンゼルスでミュージカル版が上演予定。
キャスト
- ルーク - ドリュー・シーリー[1]
- キルスティン - クリスティーン・レイキン[1]